# (523639) 2010 RE64
(523639) 2010 RE64 ist ein großes transneptunisches Objekt, welches bahndynamisch als Scattered Disc Object eingestuft wird. Aufgrund seiner Größe ist der Asteroid ein Zwergplanetenkandidat.

## Entdeckung
(523639) 2010 RE64 wurde am 11. Juli 2010 im Rahmen des Pan-STARRS-Programmes am Haleakalā-Observatorium (Maui) entdeckt. Obschon die Entdeckung offiziell Pan-STARRS zugeschrieben wird, wurde sie von den amerikanischen Astronomen David Lincoln Rabinowitz, Meg Schwamb und Suzanne Tourtellotte vom La-Silla-Observatorium (Chile) am 6. Oktober 2010 bekanntgegeben. Der Planetoid erhielt am 25. September 2018 von der IAU die Kleinplaneten-Nummer 523639.
Der Beobachtungsbogen des Asteroiden beginnt mit der offiziellen Entdeckungsbeobachtung im Juli 2010. Im Oktober 2018 lagen insgesamt 122 Beobachtungen über einen Zeitraum von 8 Jahren vor. Die bisher letzte Beobachtung wurde im Dezember 2017 wiederum am Pan-STARRS-Teleskop durchgeführt. (Stand 9. Februar 2019)

## Eigenschaften

### Umlaufbahn
2010 RE64 umkreist die Sonne in 531,27 Jahren auf einer stark elliptischen Umlaufbahn zwischen 36,44 AE und 94,75 AE Abstand zu deren Zentrum. Die Bahnexzentrizität beträgt 0,444, die Bahn ist 13,55° gegenüber der Ekliptik geneigt. Derzeit ist der Planetoid 51,74 AE von der Sonne entfernt. Das Perihel durchläuft er das nächste Mal 2076, der letzte Periheldurchlauf dürfte also um das Jahr 1545 erfolgt sein.
Marc Buie (DES) klassifiziert 2010 RE64 als SDO, das Minor Planet Center als SDO/Zentaur und allgemeiner als «Distant Object».

### Größe
Derzeit wird von einem Durchmesser von etwa 550 bis 600 km ausgegangen, basierend auf einem Rückstrahlvermögen von 9 % und einer absoluten Helligkeit von 4,4 bis 4,6 m; dies ist allerdings mit einigen Unsicherheiten behaftet, da aufgrund der unbekannten Albedo die Einschätzungen von 370 bis 820 km reichen. Die scheinbare Helligkeit von 2010 RE64 beträgt 21,56m.
Da anzunehmen ist, dass sich 2010 RE64 aufgrund seiner Größe im hydrostatischen Gleichgewicht befindet und somit weitgehend rund sein muss, sollte er die Kriterien für eine Einstufung als Zwergplanet dennoch erfüllen. Mike Brown geht davon aus, dass es sich bei 2010 RE64 um wahrscheinlich einen Zwergplaneten handelt.
| Jahr                                         | Abmessungen km | Quelle   |
| -------------------------------------------- | -------------- | -------- |
| 2018                                         | 584,0          | Johnston |
| 2018                                         | 561,0          | Brown    |
| Die präziseste Bestimmung ist fett markiert. |                |          |